# Andre Begemann
Andre Begemann (Lemgo, 12 juli 1984) is een Duitse tennisser. Hij heeft vier ATP-toernooien gewonnen in het dubbelspel. Hij stond ook in de finale van zeven verloren ATP-toernooien in het dubbelspel. Hij deed al mee aan Grand Slams. Hij heeft 28 challengers in het dubbelspel op zijn naam staan.

## Palmares dubbelspel
| Legenda                       | Legenda               |
| ----------------------------- | --------------------- |
| Grand Slam                    |                       |
| Olympische Spelen             |                       |
| tot 2009                      | vanaf 2009            |
| Tennis Masters Cup            | ATP Finals            |
| ATP Masters Series            | ATP Tour Masters 1000 |
| ATP International Series Gold | ATP Tour 500          |
| ATP International Series      | ATP Tour 250          |

| Nr.                          | Datum             | Toernooi            | Ondergrond    | Partner                | Tegenstanders in finale                     | Score                  | Details |
| ---------------------------- | ----------------- | ------------------- | ------------- | ---------------------- | ------------------------------------------- | ---------------------- | ------- |
| Gewonnen finales herendubbel |                   |                     |               |                        |                                             |                        |         |
| 1.                           | 15 oktober 2012   | ATP Wenen           | Hardcourt (I) | Martin Emmrich         | Julian Knowle Filip Polášek                 | 6-4, 3-6, [10-4]       | Details |
| 2.                           | 25 mei 2013       | ATP Düsseldorf      | Gravel        | Martin Emmrich         | Treat Huey Dominic Inglot                   | 7-5, 6-2               | Details |
| 3.                           | 15 juni 2014      | ATP Halle           | Gras          | Julian Knowle          | Marco Chiudinelli Roger Federer             | 1-6, 7-5, [12-10]      | Details |
| 4.                           | 27 juli 2014      | ATP Gstaad          | Gravel        | Robin Haase            | Rameez Junaid Michal Mertiňák               | 6-3, 6-4               | Details |
| Verloren finales herendubbel |                   |                     |               |                        |                                             |                        |         |
| 1.                           | 6 januari 2013    | ATP Chennai         | Hardcourt     | Martin Emmrich         | Benoît Paire Stanislas Wawrinka             | 2-6, 1-6               | Details |
| 2.                           | 22 juni 2013      | ATP Rosmalen        | Gras          | Martin Emmrich         | Maks Mirni Horia Tecău                      | 3-6, 6-7(4)            | Details |
| 3.                           | 19 oktober 2014   | ATP Wenen           | Hardcourt (I) | Julian Knowle          | Jürgen Melzer Philipp Petzschner            | 6-7(6), 6-4, [7-10]    | Details |
| 4.                           | 27 augustus 2016  | ATP Winston-Salem   | Hardcourt     | Leander Paes           | Guillermo Garcia-Lopez Henri Kontinen       | 6-4, 6-7(6), [8-10]    | Details |
| 5.                           | 25 september 2016 | ATP Sint-Petersburg | Hardcourt (i) | Leander Paes           | Dominic Inglot Henri Kontinen               | 6-4, 3-6, [10-12]      | Details |
| 6.                           | 14 april 2018     | ATP Houston         | Gravel        | Antonio Šančić         | Maks Mirni Philipp Oswald                   | 7-6(2), 4-6, [9-11]    | Details |
| 7.                           | 18 juli 2021      | ATP Båstad          | Gravel        | Albano Olivetti        | Sander Arends David Pel                     | 4–6, 2–6               | Details |
| Gewonnen challengers         |                   |                     |               |                        |                                             |                        |         |
| 1.                           | 16 november 2009  | Cancún              | Gravel        | Leonardo Tavares       | Greg Ouellette Adil Shamasdin               | 6-1, 6-7(6), [10-8]    |         |
| 2.                           | 10 mei 2010       | Zagreb              | Gravel        | Matthew Ebden          | Rubén Ramírez Hidalgo Santiago Ventura      | 7-6(5), 5-7, [10-3]    |         |
| 3.                           | 6 september 2010  | Genua               | Gravel        | Martin Emmrich         | Brian Battistone Andreas Siljeström         | 1-6, 7-6(3), [10-7]    |         |
| 4.                           | 27 september 2010 | Cali                | Gravel        | Martin Emmrich         | Gero Kretschmer Alexander Satschko          | 6-4, 7-6(5)            |         |
| 5.                           | 12 september 2011 | Istanboel           | Hardcourt     | Carsten Ball           | Grégoire Burquier Yannick Mertens           | 6-2, 6-4               |         |
| 6.                           | 31 oktober 2011   | Eckental            | Tapijt (I)    | Aleksandr Koedrjavtsev | James Cerretani Adil Shamasdin              | 6-3, 3-6 [11-9]        |         |
| 7.                           | 7 mei 2012        | Athene              | Hardcourt     | Jordan Kerr            | Gerard Granollers Alexandros Jakupovic      | 6-2, 6-3               |         |
| 8.                           | 4 september 2012  | Genua               | Gravel        | Martin Emmrich         | Dominik Meffert Philipp Oswald              | 6-3, 6-1               |         |
| 9.                           | 17 september 2012 | Szczecin            | Gravel        | Martin Emmrich         | Tomasz Bednarek Mateusz Kowalczyk           | 3-6, 6-1, [10-3]       |         |
| 10.                          | 8 oktober 2012    | Tasjkent            | Hardcourt     | Martin Emmrich         | Rameez Junaid Frank Moser                   | 6-7(2), 7-6(2), [10-8] |         |
| 11.                          | 6 mei 2013        | Rome                | Gravel        | Martin Emmrich         | Philipp Marx Florin Mergea                  | 7-6(4), 6-3            |         |
| 12.                          | 18 mei 2014       | Heilbronn           | Gravel        | Tim Pütz               | Jesse Huta Galung Rameez Junaid             | 6-3, 6-3               |         |
| 13.                          | 8 juni 2014       | Prostějov           | Gravel        | Lukáš Rosol            | Peter Polansky Adil Shamasdin               | 6-1, 6-2               |         |
| 14.                          | 31 juli 2016      | Biella              | Gravel        | Leander Paes           | Andrej Martin Hans Podlipnik Castillo       | 6-4, 6-4               |         |
| 15.                          | 21 augustus 2016  | Cordenons           | Gravel        | Aliaksandr Bury        | Roman Jebavy Zdeněk Kolář                   | 5-7, 6-4, [11-9]       |         |
| 16.                          | 18 september 2016 | Szczecin            | Gravel        | Aliaksandr Bury        | Johan Brunstrom Andreas Siljestrom          | 7-6(3), 6-7(4), [10-4] |         |
| 17.                          | 14 januari 2017   | Canberra            | Hardcourt     | Jan-Lennard Struff     | Carlos Berlocq Andres Molteni               | 6-3, 6-4               |         |
| 18.                          | 2 april 2017      | Saint-Brieuc        | Hardcourt (i) | Frederik Nielsen       | David O'Hare Joe Salisbury                  | 6-3, 6-4               |         |
| 19.                          | 17 september 2017 | Istanboel           | Hardcourt     | Jonathan Eysseric      | Romain Arneodo Hugo Nys                     | 6-3, 5-7, [10-4]       |         |
| 20.                          | 20 november 2017  | Mouilleron          | Hardcourt (i) | Jonathan Eysseric      | Tomasz Bednarek David Nel                   | 6-3, 6-4               |         |
| 21.                          | 27 augustus 2018  | Como                | Gravel        | Dustin Brown           | Martin Kližan Filip Polášek                 | 3-6, 6-4, [10-5]       |         |
| 22.                          | 4 augustus 2019   | Sopot               | Gravel        | Florin Mergea          | Karol Drzewiecki Mateusz Kowalczyk          | 6-1, 3-6, [10-8]       |         |
| 23.                          | 18 augustus 2019  | Meerbusch           | Gravel        | Florin Mergea          | N.Sriram Balaji Vishnu Vardhan              | 7-6, 6-7, [10-3]       |         |
| 24.                          | 1 september 2019  | Como                | Gravel        | Florin Mergea          | Fabricio Neis Pedro Sousa                   | 5-7, 7-5, [14-12]      |         |
| 25.                          | 24 november 2019  | Maia                | Gravel        | Daniel Masur           | Guillermo García López David Vega Hernandez | 7-6, 6-4               |         |
| 26.                          | 25 oktober 2020   | Ismaning            | Tapijt (i)    | David Pel              | Lloyd Glasspool Alex Lawson                 | 5-7, 7-6, [10-4]       |         |
| 27.                          | 22 november 2020  | Ortisei             | Hardcourt (i) | Albano Olivetti        | Ivan Sabanov Matej Sabanov                  | 6-3, 6-2               |         |
| 28.                          | 28 maart 2021     | Lugano              | Hardcourt (i) | Andrea Vavassori       | Denis Moltsjanov Serhij Stachovsky          | 7-611, 4-6, [10-8]     |         |

## Prestatietabel dubbelspel
| Legenda | Legenda                          |
| ------- | -------------------------------- |
| g.t.    | geen toernooi gehouden           |
| l.c.    | lagere categorie                 |
| –       | niet deelgenomen                 |
| G       | uitgeschakeld in de groepsfase   |
| 1R      | uitgeschakeld in de eerste ronde |
| 2R      | uitgeschakeld in de tweede ronde |
| 3R      | uitgeschakeld in de derde ronde  |
| 4R      | uitgeschakeld in de vierde ronde |
| KF      | uitgeschakeld in de kwartfinale  |
| HF      | uitgeschakeld in de halve finale |
| F       | de finale verloren               |
| W       | het toernooi gewonnen            |
| w-v     | winst/verlies-balans             |

| Grandslamtoernooien  |    |      |      |      |     |      |      |    |
| Australian Open      | –  | 1R   | 1R   | 1R   | –   | 1R   | –    | 1R |
| Roland Garros        | –  | 2R   | 3R   | 2R   | –   | 2R   | 1R   | 1R |
| Wimbledon            | 1R | 2R   | 2R   | 2R   | –   | 1R   | 1R   | 1R |
| US Open              | –  | 2R   | 1R   | 1R   | 1R  | 1R   | –    |    |
| ATP Masters 1000     |    |      |      |      |     |      |      |    |
| Indian Wells         | –  | –    | –    | 2R   | –   | –    | –    |    |
| Miami                | –  | –    | 1R   | 2R   | –   | –    | –    | –  |
| Monte Carlo          | –  | –    | –    | –    | –   | –    | –    | –  |
| Rome                 | –  | –    | –    | –    | –   | –    | –    | –  |
| Madrid               | –  | –    | –    | –    | –   | –    | –    | –  |
| Montreal/Toronto     | –  | 1R   | –    | –    | –   | –    | –    |    |
| Cincinnati           | –  | –    | –    | –    | –   | –    | –    |    |
| Shanghai             | –  | 1R   | –    | –    | –   | –    | –    |    |
| Parijs               | –  | –    | –    | –    | –   | –    | –    |    |
| Olympische Spelen    |    |      |      |      |     |      |      |    |
| Olympische Spelen    | –  | g.t. | g.t. | g.t. | –   | g.t. | g.t. |    |
| Statistieken         |    |      |      |      |     |      |      |    |
| Totaal aantal titels | 1  | 1    | 2    | 0    | 0   | 0    | 0    |    |
| Eindejaarsranking    | 79 | 49   | 41   | 61   | 106 | 83   | 116  |    |